# Lennart Brant-Lundin
Curt Lennart Vilhelm Stapelmohr Brant-Lundin, född 26 mars 1915 i Östersunds församling i Jämtlands län, död 10 december 1983 i Östersunds församling i Jämtlands län, var en svensk militär.
Brant-Lundin tog officersexamen vid Kungliga Krigsskolan 1938 och utnämndes till fänrik vid Norrlands artilleriregemente samma år. Han studerade vid Krigshögskolan 1945 och blev kapten i Generalstabskåren 1949. År 1956 befordrades han till major i Generalstabskåren och var chef för Organisationsavdelningen vid Arméstaben 1956–1960, varpå han 1960 befordrades till överstelöjtnant. Han utnämndes 1964 till överste vid Bodens artilleriregemente, var befälhavare för Kalix försvarsområde 1964–1965 och var chef för Norrlands artilleriregemente 1965–1975. 
Brant-Lundin deltog i flera militära utredningar och i projekteringen av omlokaliseringen av Arméns Tekniska Skola till Östersund. 
Lennart Brant-Lundin var son till överstelöjtnant Curt Brant-Lundin och Elsa von Stapelmohr (dotter till Isidor von Stapelmohr, riksdagsman och borgmästare i Östersund). Han gifte sig 1942 med Elisabet Ernow.